# Bosta (Hongarije)
Bosta is een plaats (község) en gemeente in het Hongaarse comitaat Baranya. Bosta telt 143 inwoners (2001).